# دریاچه شورتاندی
دریاچه شورتاندی (به قزاقی: Shchuchye) یک دریاچه در قزاقستان است که در استان قزاقستان شمالی واقع شده‌است.